# Nils Tuxen
Nils Oluf Tuxen (født 1949) er en dansk guitarist og producer, der regnes som en virtuos på europæisk plan på pedal steel guitar.

## Liv
Tuxen studerede blokfløjte og klaver, senere guitar, basguitar og mundharpe. Allerede som studerende tjente han penge på optagelser for det dansk-skotske soulband The Clan. Efter at have afsluttet sin skolegang var han fra 1968 til 1971 medlem af Savage Rose, med hvem han turnerede flere gange i USA. Derefter fokuserede han på sin solokarriere og producerede albums under sit eget navn. Tuxen drog til Hamburg, hvor han begyndte at arbejde som producer og optrådte som gæstemusiker med gruppen Truck Stop. I 1981 var han med i et band med Michael Cretu (keyboard), Manfred "Thissy" Thiers (bas, vokal) og Reinhard "Dicky" (trommer). Senere i 1981 dannede han bandet Moti Special, som fik et gennembrud med albummet Motivation (1985).
Fra 1996 til 2007 spillede han med Schürzenjäger, men siden da arbejdede han med danske musikere.
Tuxen har som studiemusiker arbejdet med Konstantin Wecker, Samantha Fox, Maggie Reilly, Roger Whittaker og mange andre. Han har ligeledes akkompagneret Arne Würgler og siden 2013 været en del af dennes trio. Var desuden medlem af gruppen Los Valentinos, sammen med bl.a. Claus Asmussen. I en periode spillede han også med i Svend Lundvigs Palmehaveorkester.